# Renato Zero
Renato Fiacchini (n. Roma, 30 de septiembre de 1950), conocido artísticamente como Renato Zero, es un cantante, actor, compositor y showman italiano. 
Entre sus canciones más conocidas  destacan Il Cielo (El Cielo), I Migliori anni della nostra vita (Los mejores años de nuestra vida), Triangolo (Triángulo), Nei giardini che nessuno sa (En los jardines que nadie sabe) cantada también por Laura Pausini, y Tutti gli zeri del mondo (Todos los zeros del mundo) (este último tema homónimo del programa televisivo de la RAI), que grabó a dúo con Mina Mazzini.

## Trayectoria artística
Vivió su infancia y adolescencia en el burgo romano de la Montagnola (que le inspiró a componer su canción Periferia), después de haber cursado sus estudios básicos y medios, se dedicó completamente a la música y al teatro. Hijo del policía Domenico Fiacchini y de la enfermera Ada Pica, Renato Fiacchini pasará su infancia en Roma, en la via Ripetta, 54, a dos pasos de Piazza del Popolo, en una familia compuesta por mujeres, mientras vivirá su adolescencia en un cuartel destinado a empleados de seguridad pública en via Fonte Buono.
La entrada oficial de Renato Zero en el mundo de la música se remonta a 1967 con un single de 45 rpm producido por Gianni Boncompagni, autor también de la letra con música de Jimmy Fontana. Comenzará a frecuentar el conocido club romano Piper, que marcará una época al convertirse en un punto de referencia para todo aquel que quiera formar parte del mundo del espectáculo. Aquí conocerá a Mita Medici, Patty Pravo, Mia Martini y su hermana Loredana Bertè, pero sobre todo llamará la atención de Renzo Arbore, que lo reclutará entre el público de los programas Bandiera Gialla y Para vosotros, los jóvenes; y de Don Lurio que lo inscribirá entre los collares, body dance de Rita Pavone. También obtendrá pequeños papeles en algunas películas de Federico Fellini: Satyricon, Roma, Amarcord y Casanova, pero la experiencia más significativa de esta primera etapa será el papel del "Vendedor de la felicidad" en la versión discográfica y cinematográfica del musical Orfeo 9 por Tito Schipa Jr.
Posteriormente, después del disco «Il Dono» en 2005 que fue un gran éxito, no surgió otro disco de temas inéditos hasta 2009, año en que publica “Presente”.
En 2010 lanza su álbum Segreto amore, una colección que contiene 17 temas, entre ellos 15 que hablan de amor y dos canciones nuevas «Segreto Amore» y «Roma». Se estrenó en el concierto que Renato Zero celebraba en la capital con motivo de su 60 cumpleaños. El 10 de mayo de 2011 se publicaron los 3 DVD que contienen los conciertos de «Sei Zero» donde Renato festeja sus 60 años. Incluye un libro titulado «Diario di uno Zerofolle», con páginas de los diarios de sus fans además de fotos y una carta.

## Filmografía
- Ciao, Nì (1979).

## Discografía
- No! Mamma, no! (1973)
- Invenzioni (1974)
- Trapezio (1976)
- Zerofobia (1977)
- Zerolandia (1978)
- EroZero (1979)
- Tregua (1980)
- Icaro (1981)
- Artide Antartide (1981)
- Via Tagliamento 1965/1970 (1982)
- Calore (1983)
- Leoni si nasce (1984)
- Identikit (1984)
- Soggetti smarriti (1986)
- Zero (1987)
- Voyeur (1989)
- Prometeo (1991)
- La coscienza di Zero (1991)
- Passaporto per Fonopoli (1993)
- Quando non sei più di nessuno (1993)
- L'imperfetto (1994)
- Sulle tracce dell'imperfetto (1995)
- Amore dopo Amore (1998)
- Amore dopo Amore, Tour dopo Tour (1999)
- Tutti gli Zeri del mondo (2000)
- La curva dell'angelo (2001)
- Cattura (2003)
- Figli del Sogno Live 2004 (2004)
- Il Dono (2005)
- Renatissimo! (2006)
- Doppio Zero (2007)
- Zero Infinito (2008)
- Presente (2009)
- Segreto Amore (2010)
- Puro Spirito (2011)
- Amo Capitolo 1 (2013)
- Amo Capitolo 2 (2013)
- Alt (2016)
- Zerovskij solo per amore (2017)
- "Zero70" vol3 (2020)
- " Zero70" vol2 (2020)
- "Zero70" vol1 (2020)
- Autoritratto (2023)

## Programas y Series de Televisión
- Saint Vincent Estate (Verano en Saint Vincent) (1983).
- Tutti Gli Zeri del Mondo (2000).

(ambos en la RAI).